# Championnat de Russie de football 1998
Navigation
Saison précédente Saison suivante
La saison 1998 de Vyschi Divizion est la septième édition de la première division russe.
Lors de cette saison, le Spartak Moscou a conservé son titre de champion de Russie face aux quinze meilleurs clubs russes lors d'une série de matchs se déroulant sur toute l'année.
Chacun des seize clubs participant au championnat a été confronté à deux reprises aux quinze autres.
Quatre places étaient qualificatives pour les compétitions européennes, la cinquième place étant celles du vainqueur de la Coupe de Russie 1998-1999.
Le Spartak Moscou a été sacré champion de Russie pour la sixième fois.

## Clubs participants
CSKA Moscou
Dynamo Moscou
Lokomotiv Moscou
Spartak Moscou
Torpedo Moscou
Légende des couleurs
- Deuxième tour de qualification de la Ligue des champions 1998-1999
- Premier tour de la Coupe des coupes 1998-1999
- Deuxième tour de qualification de la Coupe UEFA 1998-1999
- Deuxième tour de la Coupe Intertoto 1998
- Premier tour de la Coupe Intertoto 1998
- Promu de deuxième division

| Club                       | Présent depuis | Classement 1997 | Entraîneur                | Stade                  | Capacité théorique |
| -------------------------- | -------------- | --------------- | ------------------------- | ---------------------- | ------------------ |
| Spartak Moscou             | 1992           | 1               | Oleg Romantsev            | Stade Loujniki         | 84 745             |
| Rotor Volgograd            | 1992           | 2               | Viktor Prokopenko         | Stade central          | 32 120             |
| Dynamo Moscou              | 1992           | 3               | Gueorgui Iartsev          | Stade Dynamo           | 36 540             |
| Chinnik Iaroslavl          | 1997           | 4               | David Kipiani             | Stade Chinnik          | 22 990             |
| Lokomotiv Moscou           | 1992           | 5               | Iouri Siomine             | Stade Lokomotiv        | 28 800             |
| Tchernomorets Novorossiisk | 1995           | 6               | Sergueï Boutenko (en)     | Stade Troud            | 12 500             |
| Krylia Sovetov Samara      | 1992           | 7               | Aleksandr Averianov       | Stade Metallourg       | 33 220             |
| Zénith Saint-Pétersbourg   | 1996           | 8               | Anatoli Davydov (intérim) | Stade Petrovski        | 22 000             |
| Baltika Kaliningrad        | 1996           | 9               | Leonid Tkatchenko (en)    | Stade Baltika          | 14 660             |
| Alania Vladikavkaz         | 1992           | 10              | Valeri Gazzaev            | Stade Spartak          | 32 600             |
| CSKA Moscou                | 1992           | 12              | Oleg Dolmatov             | Stade Loujniki         | 84 745             |
| Torpedo Moscou             | 1992           | 11              | Valentin Ivanov           | Stade Eduard Streltsov | 13 200             |
| Rostselmach Rostov         | 1995           | 13              | Sergueï Andreïev          | Stade Rostselmach      | 15 840             |
| Jemtchoujina Sotchi        | 1993           | 14              | Anatoli Baïdatchny        | Stade central          | 12 500             |
| FK Tioumen                 | 1997           | 15              | Aleksandr Ignatenko (en)  | Stade Geolog           | 13 057             |
| Ouralan Elista             | 1998           | 1 (D2)          | Vitali Chevtchenko        | Stade Ouralan          | 10 300             |

### Changements d'entraîneur
| Club                       | Entraîneur partant  | Date de départ | Entraîneur arrivant       | Date d'arrivée |
| -------------------------- | ------------------- | -------------- | ------------------------- | -------------- |
| Chinnik Iaroslavl          | Piotr Choubine (en) | mai 1998       | David Kipiani             | mai 1998       |
| Torpedo Moscou             | Aleksandr Tarkhanov | mai 1998       | Valentin Ivanov           | mai 1998       |
| Dynamo Moscou              | Adamas Golodets     | juin 1998      | Gueorgui Iartsev          | juin 1998      |
| CSKA Moscou                | Pavel Sadyrine      | juillet 1998   | Oleg Dolmatov             | juillet 1998   |
| Tchernomorets Novorossiisk | Oleg Dolmatov       | juillet 1998   | Sergueï Boutenko (en)     | juillet 1998   |
| Zénith Saint-Pétersbourg   | Anatoli Bychovets   | septembre 1998 | Anatoli Davydov (intérim) | septembre 1998 |

## Compétition

### Qualifications en coupes d'Europe
À l'issue de la saison, le champion s'est qualifié pour le troisième tour préliminaire de la Ligue des champions 1999-2000, le club arrivé deuxième s'est quant à lui qualifié pour le deuxième tour préliminaire de cette même Ligue des champions.
Alors que le vainqueur de la Coupe de Russie 1998-1999 a pris la première des deux places en Coupe UEFA 1999-2000, l'autre place est revenue troisième du championnat. Il est à noter cependant que cette seconde place n'est qualificative que pour le tour de qualification et non pour le premier tour comme la première.
Enfin, le sixième du championnat a pris la place en Coupe Intertoto 1999. Cette place était qualificative pour le deuxième tour de la compétition.

### Classement
Le classement est établi sur le barème classique de points (victoire à 3 points, match nul à 1, défaite à 0).
Pour départager les équipes à égalité de points, on tient d'abord compte des confrontations directes, puis de la différence de buts générale et du nombre de buts marqués et enfin si la qualification ou la relégation est en jeu, les deux équipes jouent une rencontre d'appui sur terrain neutre.
| Rang | Équipe                     | Pts | J  | G  | N  | P  | Bp | Bc | Diff |
| ---- | -------------------------- | --- | -- | -- | -- | -- | -- | -- | ---- |
| 1    | Spartak Moscou T           | 59  | 30 | 17 | 8  | 5  | 58 | 27 | +31  |
| 2    | CSKA Moscou                | 56  | 30 | 17 | 5  | 8  | 50 | 22 | +28  |
| 3    | Lokomotiv Moscou           | 55  | 30 | 16 | 7  | 7  | 45 | 28 | +17  |
| 4    | Rotor Volgograd            | 48  | 30 | 12 | 12 | 6  | 52 | 37 | +15  |
| 5    | Zénith Saint-Pétersbourg C | 47  | 30 | 12 | 11 | 7  | 42 | 25 | +17  |
| 6    | Rostselmach Rostov         | 44  | 30 | 11 | 11 | 8  | 42 | 38 | +4   |
| 7    | Ouralan Elista P           | 42  | 30 | 12 | 6  | 12 | 39 | 41 | -2   |
| 8    | Alania Vladikavkaz         | 40  | 30 | 11 | 7  | 12 | 46 | 39 | +7   |
| 9    | Dynamo Moscou              | 39  | 30 | 8  | 15 | 7  | 31 | 30 | +1   |
| 10   | Tchernomorets Novorossiisk | 38  | 30 | 9  | 11 | 10 | 38 | 38 | 0    |
| 11   | Torpedo Moscou             | 37  | 30 | 9  | 10 | 11 | 38 | 34 | +4   |
| 12   | Krylia Sovetov Samara      | 35  | 30 | 9  | 8  | 13 | 25 | 37 | -12  |
| 13   | Jemtchoujina Sotchi        | 35  | 30 | 9  | 8  | 13 | 31 | 48 | -17  |
| 14   | Chinnik Iaroslavl          | 35  | 30 | 9  | 8  | 13 | 30 | 40 | -10  |
| 15   | Baltika Kaliningrad        | 32  | 30 | 7  | 11 | 12 | 32 | 43 | -11  |
| 16   | FK Tioumen                 | 8   | 30 | 2  | 2  | 26 | 17 | 89 | -72  |

| Légende : Qualifications et relégations | Légende : Qualifications et relégations                                         |
| --------------------------------------- | ------------------------------------------------------------------------------- |
|                                         | Ligue des champions 1999-2000 (3e tour préliminaire)                            |
|                                         | Ligue des champions 1999-2000 (2e tour préliminaire)                            |
|                                         | Coupe UEFA 1999-2000 (1er tour)                                                 |
|                                         | Coupe UEFA 1999-2000 (Tour de qualification)                                    |
|                                         | Coupe Intertoto 1999 (2e tour)                                                  |
|                                         | Relégation en Pervaïa Liga                                                      |
|                                         | T : Tenant du titre 1997 P : Promu 1997 C : Vainqueur Coupe de Russie 1998-1999 |

### Matchs
| Résultats (▼dom., ►ext.)                                   | Vla | Kal | Nov | CSK | DyM | Sov | LoM | Ros | Vol | Iar | SpM | ToM | Tiou | Eli | StP | Sot |
| Alania Vladikavkaz                                         |     | 2-0 | 3-1 | 0-1 | 2-2 | 5-0 | 1-2 | 0-1 | 3-1 | 1-2 | 2-1 | 0-2 | 6-0  | 1-0 | 0-0 | 3-0 |
| Baltika Kaliningrad                                        | 1-3 |     | 1-0 | 1-1 | 0-2 | 1-1 | 0-3 | 3-0 | 2-2 | 3-1 | 1-1 | 0-0 | 2-0  | 1-1 | 3-2 | 2-1 |
| Tchernomorets Novorossiisk                                 | 1-2 | 2-1 |     | 1-1 | 1-1 | 4-0 | 1-2 | 1-1 | 1-1 | 2-1 | 3-1 | 1-1 | 4-1  | 2-0 | 0-0 | 0-0 |
| CSKA Moscou                                                | 0-0 | 2-0 | 4-1 |     | 1-1 | 3-0 | 0-1 | 1-0 | 2-0 | 0-1 | 4-1 | 1-3 | 3-1  | 3-0 | 1-2 | 3-0 |
| Dynamo Moscou                                              | 4-1 | 1-1 | 0-0 | 0-3 |     | 1-1 | 2-1 | 1-2 | 2-2 | 1-1 | 0-0 | 0-0 | 1-0  | 0-3 | 0-0 | 4-1 |
| Krylia Sovetov Samara                                      | 2-2 | 0-0 | 3-0 | 0-2 | 1-0 |     | 1-3 | 1-0 | 0-0 | 1-0 | 0-2 | 2-0 | 1-0  | 2-0 | 1-2 | 0-0 |
| Lokomotiv Moscou                                           | 0-0 | 2-0 | 1-1 | 2-1 | 1-0 | 1-0 |     | 1-1 | 0-1 | 0-0 | 0-2 | 2-0 | 4-0  | 3-1 | 3-1 | 4-3 |
| Rostselmach Rostov                                         | 1-0 | 0-1 | 3-2 | 1-0 | 0-0 | 3-0 | 2-2 |     | 2-2 | 3-2 | 3-3 | 2-3 | 4-0  | 0-0 | 1-1 | 2-0 |
| Rotor Volgograd                                            | 1-1 | 1-1 | 3-0 | 0-0 | 0-0 | 2-1 | 3-2 | 5-1 |     | 6-2 | 1-2 | 1-0 | 5-1  | 3-1 | 2-1 | 0-0 |
| Chinnik Iaroslavl                                          | 3-2 | 3-1 | 0-0 | 1-2 | 0-2 | 0-0 | 0-1 | 0-0 | 2-0 |     | 0-1 | 1-0 | 3-2  | 0-0 | 0-0 | 1-2 |
| Spartak Moscou                                             | 3-1 | 3-0 | 1-0 | 2-1 | 2-0 | 2-2 | 2-0 | 1-1 | 3-1 | 3-1 |     | 1-0 | 7-0  | 1-0 | 0-0 | 1-1 |
| Torpedo Moscou                                             | 2-0 | 0-0 | 2-3 | 0-2 | 2-2 | 1-0 | 0-0 | 3-1 | 2-2 | 0-1 | 1-1 |     | 5-1  | 1-1 | 1-3 | 0-1 |
| FK Tioumen                                                 | 0-2 | 3-2 | 0-3 | 0-4 | 2-0 | 0-3 | 0-2 | 1-4 | 2-4 | 0-1 | 0-6 | 1-2 |      | 1-3 | 0-5 | 0-1 |
| Ouralan Elista                                             | 3-3 | 2-1 | 1-1 | 1-2 | 0-1 | 1-0 | 1-0 | 1-3 | 2-1 | 2-1 | 1-0 | 3-2 | 2-1  |     | 0-3 | 2-0 |
| Zénith Saint-Pétersbourg                                   | 2-0 | 2-2 | 0-1 | 0-1 | 1-1 | 2-0 | 2-2 | 3-0 | 0-1 | 3-0 | 2-1 | 1-1 | 0-0  | 2-1 |     | 1-0 |
| Jemtchoujina Sotchi                                        | 3-0 | 2-1 | 3-1 | 2-1 | 1-2 | 0-2 | 2-0 | 0-0 | 1-1 | 2-2 | 1-4 | 0-4 | 0-0  | 2-6 | 2-1 |     |
| - Victoire à domicile - Match nul - Victoire à l'extérieur |     |     |     |     |     |     |     |     |     |     |     |     |      |     |     |     |

## Statistiques

### Meilleurs buteurs
| Rang | Joueur                       | Club                       | Buts |
| ---- | ---------------------------- | -------------------------- | ---- |
| 1    | Oleg Veretennikov            | Rotor Volgograd            | 22   |
| 2    | Georgi Demetradze            | Alania Vladikavkaz         | 14   |
| 2    | Vladimir Koulik              | CSKA Moscou                | 14   |
| 2    | Iouri Matveïev               | Rostselmach Rostov         | 14   |
| 5    | Oleg Teriokhine              | Dynamo Moscou              | 12   |
| 6    | Valeri Iesipov               | Rotor Volgograd            | 13   |
| 7    | Ilya Tsymbalar               | Spartak Moscou             | 10   |
| 8    | Sergueï Semak                | CSKA Moscou                | 9    |
| 8    | Ievgueni Dournev (en)        | Ouralan Elista             | 9    |
| 8    | Viatcheslav Geraschenko (en) | Tchernomorets Novorossiisk | 9    |
| 8    | Viktor Boulatov              | Torpedo Moscou             | 9    |

## Les 33 meilleurs joueurs de la saison
À l'issue de la saison, la fédération russe de football désigne les 33 meilleurs joueurs du championnat (ru).
Gardien
1. Aleksandr Filimonov (Spartak Moscou)
2. Rouslan Nigmatoulline (Lokomotiv Moscou)
3. Andreï Novosadov (en) (CSKA Moscou)

Défenseurs
1. Dmytro Parfenov (Spartak Moscou)
2. Valeri Minko (CSKA Moscou)
3. Aleksandr Chmarko (Rotor Volgograd)

1. Ievgueni Varlamov (CSKA Moscou)
2. Andreï Kondrachov (en) (Zénith Saint-Pétersbourg)
3. Dmitri Ananko (Spartak Moscou)

1. Igor Tchougaïnov (Lokomotiv Moscou)
2. Ievgueni Bushmanov (Torpedo Moscou/Spartak Moscou)
3. Maksim Bokov (CSKA Moscou)

1. Andreï Solomatine (Lokomotiv Moscou)
2. Dmitri Khlestov (Spartak Moscou)
3. Oleg Kornaukhov (en) (CSKA Moscou)

Milieux de terrain
1. Sergueï Semak (CSKA Moscou)
2. Valeri Iesipov (Rotor Volgograd)
3. Dmitri Khomukha (en) (CSKA Moscou)

1. Egor Titov (Spartak Moscou)
2. Alexeï Smertine (Ouralan Elista)
3. Alexandru Curtianu (Zénith Saint-Pétersbourg)

1. Ilya Tsymbalar (Spartak Moscou)
2. Igor Yanovski (Alania Vladikavkaz)
3. Alekseï Igonine (Zénith Saint-Pétersbourg)

1. Andreï Tikhonov (Spartak Moscou)
2. Vassili Baranov (Baltika Kaliningrad/Spartak Moscou)
3. Iouri Drozdov (en) (Lokomotiv Moscou)

Attaquants
1. Oleg Veretennikov (Rotor Volgograd)
2. Zaza Janashia (en) (Lokomotiv Moscou)
3. Aleksandr Panov (Zénith Saint-Pétersbourg)

1. Oleg Teriokhine (Dynamo Moscou)
2. Iouri Matveïev (Rostselmach Rostov)
3. Vladimir Koulik (CSKA Moscou)

## Bilan de la saison
| Championnat de Russie de football 1998    |                           |
| Champion                                  | Spartak Moscou (6e titre) |
| Coupes et trophées                        |                           |
| Vainqueur de la Coupe de Russie 1998-1999 | Zénith Saint-Pétersbourg  |
| Qualifications continentales              |                           |
| Ligue des champions 1999-2000             | Spartak Moscou            |
| Ligue des champions 1999-2000             | CSKA Moscou               |
| Coupe UEFA 1999-2000                      | Lokomotiv Moscou          |
| Coupe UEFA 1999-2000                      | Zénith Saint-Pétersbourg  |
| Coupe Intertoto 1999                      | Rostselmach Rostov        |
| Promotions et relégations                 |                           |
| Promus en première division               | Lokomotiv Nijni Novgorod  |
| Promus en première division               | Saturn Ramenskoïe         |
| Relégués en deuxième division             | Baltika Kaliningrad       |
| Relégués en deuxième division             | FK Tioumen                |